# Mont Chaberton
Der Mont Chaberton ist ein 3136 m hoher Gipfel in den Cottischen Alpen im französischen Département Hautes-Alpes an der 1947 verschobenen Grenze zu Italien. 
Am Gipfelplateau sind noch die Ruinen eines ehemaligen italienischen Forts erhalten, dessen acht gemauerte Geschütztürme vom Susatal aus wie eine Krone aussehen. 
Als höchster mit Motorfahrzeugen anfahrbarer Punkt der Alpen war „der Chaberton“ jahrzehntelang beliebtes Reiseziel. Vom italienischen Susatal aus war das Gipfelfort über die immer mehr verfallende und daher ab 1987 offiziell gesperrte Militärstraße erreichbar. Diese nimmt in Fénils (1276 m) ihren Anfang, und weist auf einer Länge von 14 km 72 Haarnadelkehren auf. Mit Geländemotorrädern wurde Passhöhe oder Gipfelhöhe jahrzehntelang weiter angestrebt. Im oberen Abschnitt, vor allem kurz vor dem Colle del Chaberton (2671 m), also in Frankreich, besteht sie bestenfalls noch aus einem schmalen Fußweg. Hangrutschungen machten Ende der 2010er Jahre die Befahrung mit motorisierten Zweirädern unmöglich. Zu Fuß, ggf. mit Rad, sind auch andere Routen möglich. 

## Geschichte
Italien war Mitglied des Dreibundes und hatte Interessen in Afrika, Frankreich wurde potentieller Gegner. Das Fort Chaberton wurde ab 1891 gebaut, zuerst die Zugangsstraße für Tragtiere und Zugtiere, dann Unterkünfte in der Nähe des Gipfel, der um 6m abgetragen zum Plateau wurde. Der 1913 erreichte Endzustand umfasste eine Kaserne von 13 × 18 m sowie acht 12m hohe gemauerte Artillerietürme, was zur Bezeichnung „Schlachtschiff in den Wolken“ führte. Die Festung gilt als höchste in Europa, in über 3100m Höhe, galt daher in den 1890er Jahren noch als überlegen, von Gegnern mit normaler Artillerie kaum zu bekämpfen während von der hohen Warte aus die Täler kontrolliert werden sollten. Bereits 1914 kam es zum Ersten Weltkrieg, darin griff Italien nicht Frankreich an, sondern 1915 Österreich, und die Geschütze wurden an die Dolomitenfront verlegt. 
Nach dem Weltkrieg, der nur an der Westfront als Stellungskrieg ausgefochten wurden, wurden in Westeuropa viele Grenzen befestigt obwohl neue Geschütze und vor allem Panzer und Flugzeuge die Taktiken deutlich verändert hatten. Frankreich baute den Sektor 24 der Maginot-Linie in der Region Briançon. Italien baute einen „Alpenwall“ (Vallo Alpino), erweiterte die Chaberton-Anlagen, insbesondere um eine hilfreiche Seilbahn, und verlegte vieles unterirdisch da nun mit Beschuss und Bombardierung zu rechnen war. Da inzwischen kräftige Kfz zur Verfügung standen wurden die weiten Serpetinenschwünge der Piste im oberen Teil teils durch Direktanstiege ersetzt. 
Im Sommer 1940 stand Frankreich kurz vor der Niederlage gegen Deutschland als Mussolini am 10. Juni den Krieg erklärte und am 21. die Schlacht in den Westalpen eröffnete. Die Franzosen bauten während der Kämpfe an der italienischen Front 1940 einen gepanzerten Beobachtungsturm und zwei Feldbeobachtungsposten, um das Fort Chaberton zu überwachen. Es wurden dann vier Feldstellungen für je einen Schnellfeuermörser vom Typ Mortier de 280 modèle 14/16 außerhalb des Sichtfeldes der Italiener gebaut, zwei am Poët Moran und zwei an der Ayrette. Sie standen unter dem Kommando von Lieutenant Miguet. Aufgrund der enormen Höhenunterschiede in den Bergen gab es keine fertigen Tabellen für die Schusswinkel. Am Nachmittag des 21. Juni 1940 eröffneten die vier Mörser das Feuer gegen das italienische Fort. Der erste Schuss lag zu kurz, aber der zweite zerstörte bereits die Seilbahn auf den Berg und alle anderen erreichten ihr Ziel. Die Italiener feuerten zunächst in Richtung der Festungen von Briançon, versuchten zwar, die Herkunft des Feindfeuers zu erkennen und zu erwidern, aber ihre gemauerten Geschütztürme waren schnell beschädigt und bald außer Gefecht gesetzt. Sie erlitten 9 Gefallene und 50 Verletzte, der letzte überlebende Veteran der Besatzung Enrico Ronchetti starb 2022 im Alter von 102 Jahren. Eine erneute kurze militärische Nutzung erfolgte 1944 zur Beobachtung des Vormarsches der Alliierten. 
Bis zum Ende des Zweiten Weltkriegs gehörte der Berggipfel mit dem Fort zu Italien, auf Drängen de Gaulles  wurde jedoch das symbolträchtige Fort samt Grenzstreifen im Friedensvertrag von Paris 1947 an Frankreich abgetreten. 1957 wurden die militärischen Anlagen abgebaut. 

## Piste

Verlauf der Piste

Die Militärpiste „Strada militare di Val Morino“ zum Gipfelfort ist seit Jahrzehnten in allerlei Reiseführern aufgeführt, insbesondere „der Denzel“ hat den Chaberton bereits in den 1970ern beschrieben als noch Geländewagen und Straßenmotorräder geeignet waren. Für eine jährliche Veranstaltung wurde die Piste teils wieder notdürftig passierbar gemacht, aber ab 1987 erfolgte die offizielle Sperrung. Die Sperrschilder wurden von Touristen gerne als Haftungsausschluss mit Befahrung auf eigene Gefahr interpretiert. 
Die Schotterpiste beginnt ab Pra Claud (1589 m) und führt zunächst am bewaldeten Südhang entlang. Bereits am Einschnitt des Rio dell Inferno auf 1960 Metern Höhe kam es mehrfach zu Hangrutschungen, wobei nicht nur Material auf die Straße fiel, sondern teilweise deren Unterbau weggerissen wurde. Durch losen Schotter wurde die Stelle Ende der 2010er Jahre auch für Fußgänger kaum passierbar, bis ein Trampelpfad entstand auf dem ggf. Räder getragen werden können. Ab Grange Quagliet wurde die Piste anspruchsvoll da steile Serpentinengruppen mit Felsbrocken zu bewältigen waren. Das wirkte zu Recht frühzeitig selektiv und bewog einige Fahrer zur zeitigen Umkehr zumal es weiter oben nicht einfacher wird und immer noch der Rückweg ansteht. Der Mittelteil der Piste am Osthang, vormittags gut beleuchtet, nachmittags jedoch im Bergschatten.
Eine berühmte Schlüsselstelle der Militärpiste markierte am Ende einer langen Hangpassage der Gespaltene Fels (Roccia tagliata) in 2370 Metern Höhe, wo die Straße durch einen wilden Fels gesprengt wurde, wodurch selbst bei noch guter Piste zu große PKW nicht weiter kamen. Die Engstelle erweiterte sich sozusagen auf kleinere Fahrzeuge, denn kurz davor wurde durch Erosion die Breite des Pfades in luftiger Höhe immer weiter verringert, auf zum Teil nur einen halben Meter. Der Straßenrest wurde zur Passage von Krädern notdürftig mit Stahlstangen und Brettern zusammengeflickt. Ein Halteseil zur Sicherung von Mann und Maschine wurde befestigt. Hinter dem Fels tritt man ein in das Hochtal der Toten, Clot des Morts, ist damit in Frankreich. 
Unterhalb der Passhöhe stellten steile enge ausgewaschene Serpertinenkehren die Piloten vor eine weitere Prüfung deren Bestehen mit Panoramablicken über Täler sowie auf die Nordflanke des Berges belohnt wurde. Hier war mal bald auf 3000m Höhe, es konnte oft noch, oder wieder, Schnee liegen so dass an einem schattigen Plätzchen auf Schusters Rappen umgesattelt werden musste. Wer auf Augenhöhe mit dem Gipfelplateau kam hatte plötzlich freien Rundumblick und mehr Platz zum Parken als in manchem Tal.
Zu Fuß lässt sich der Gipfel problemlos von mehreren Talorten aus erreichen.

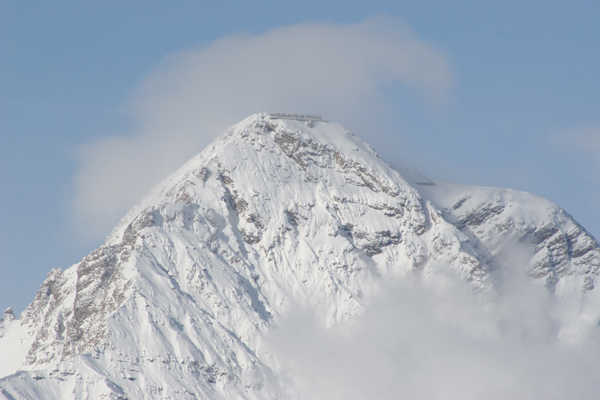
Mont Chaberton im Winter – Blick aus dem italienischen Susatal
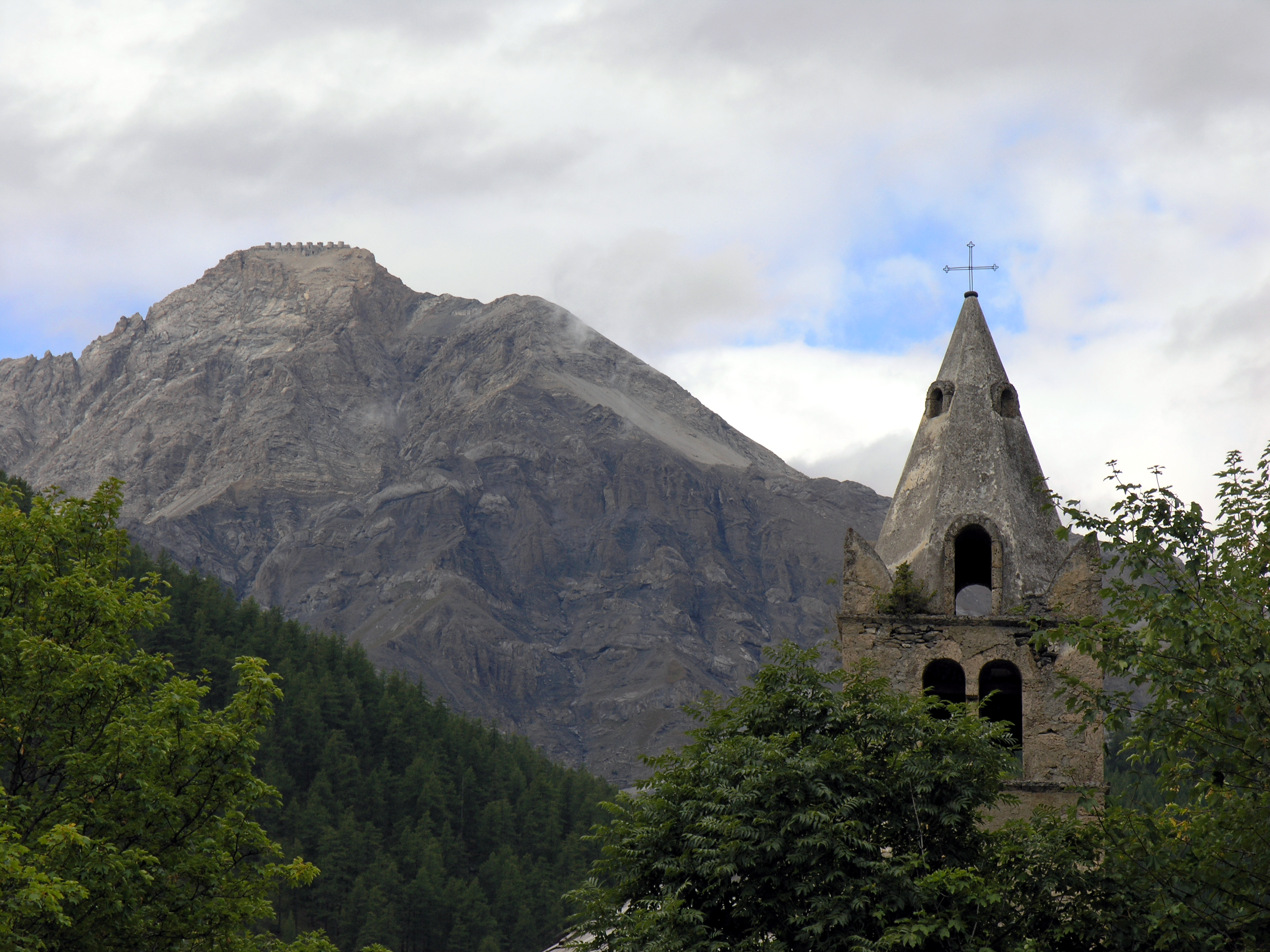
Mont Chaberton vom Dorf Desertes (Piemont) aus
Bauplan von 1934 mit Erweiterung (44/43) für die Seilbahn
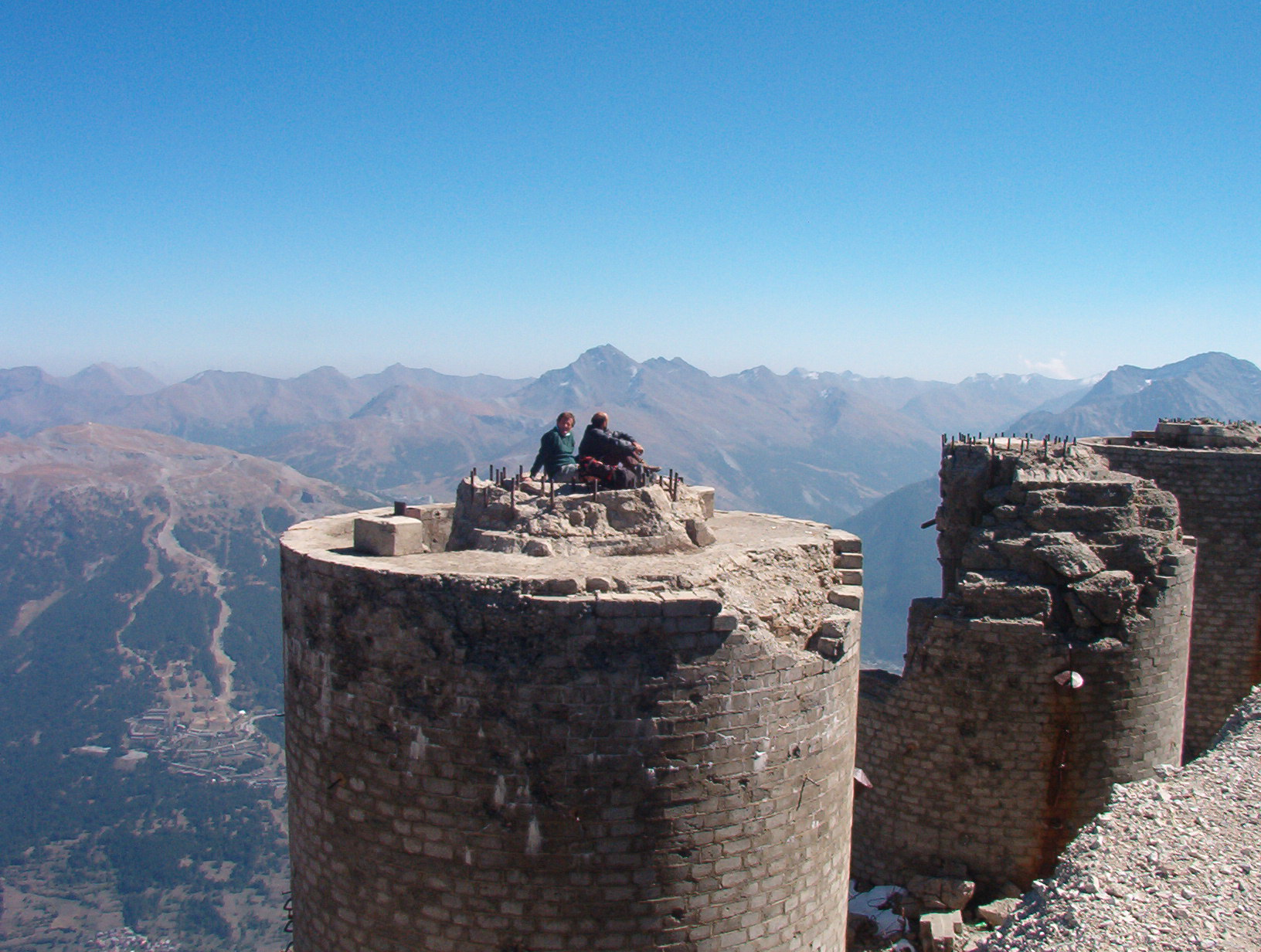
Reste der Befestigungen auf dem Gipfel
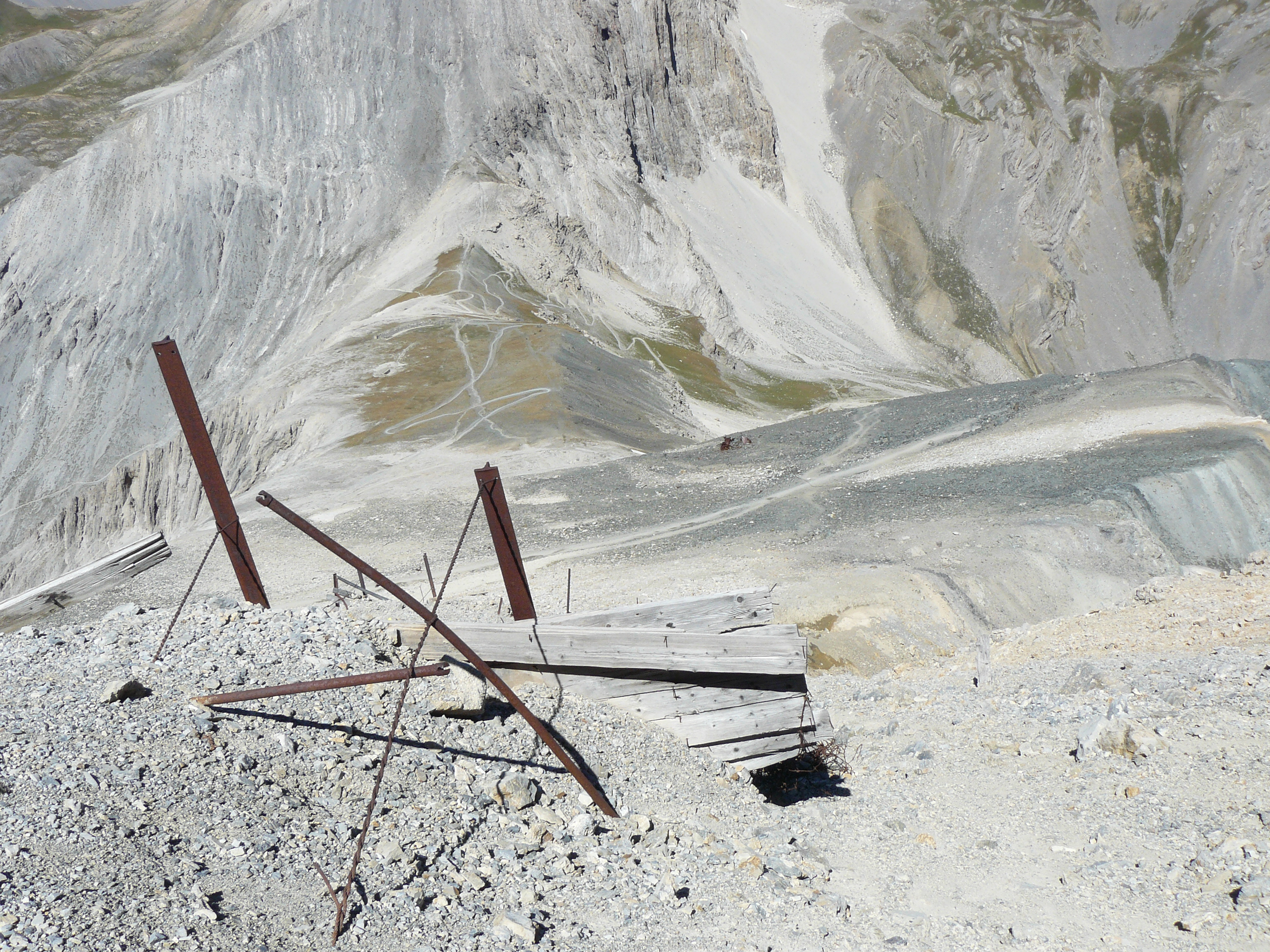
Blick hinab auf Passhöhe und Piste